# アエロフロート964便墜落事故
アエロフロート964便墜落事故（アエロフロート964びんついらくじこ）は、1973年10月13日に発生した航空事故である。ダヴィト・ザ・ビルダー・クタイシ国際空港からドモジェドヴォ空港へ向かっていたアエロフロート964便（ツポレフ Tu-104B）がドモジェドヴォ空港へのアプローチ中に墜落し、乗員乗客122人全員が死亡した。この事故はTu-104による航空事故の中で死者数が最多の事故となっている。

## 事故機
事故機のツポレフ Tu-104B（CCCP-42486）は製造番号021504として製造されて1960年に初飛行した。製造当初の座席数は100席であったが、後に115席に改修された。エンジンはミクーリン AM-3M-500を搭載しており、総飛行時間は16,250時間、総飛行サイクルは9,776回であった。

## 事故の経緯
964便は18時10分に乗員8人・乗客114人を乗せてダヴィト・ザ・ビルダー・クタイシ国際空港を出発した。乗客の内8人は不法に搭乗していた。
19時52分、964便はモスクワの管制の管轄となった。20時12分55秒、管制官は964便に高度1,300フィート（400m）まで降下する許可を出した。その26秒後、同機は高度3,000フィート、ドモジェドヴォ空港から11kmの地点を飛行していると管制官に報告された。20時13分28秒、964便は同機が方位317度（ドモジェドヴォ空港の滑走路の反対方向）を向いていると報告し、また20時15分55秒、同機が高度900mを飛行している際には同機のコンパスに問題があると報告した。20時16分25秒、ランディングギアが降ろされ、964便は対気速度380～400km/hでドモジェドヴォ空港から19km離れた地点においてアプローチのために3回目の右旋回を開始した。それ以降964便からの交信はなかった。
事故当日の夜の視界は2,400メートルであった。964便は方位143度で進入中にパイロットが空間識失調に陥り、左にスピンしてドモジェドヴォ空港の北西16kmの地点にあった畑に墜落し、また数本の電線にも衝突した。残骸は約248m×180mの範囲に飛散し、この事故で乗員乗客122人全員が死亡した。

## 事故原因
事故調査の結果、964便が最初に右旋回した後（この時バンク角は40度を超えていた）、コンパスや姿勢指示器を含む複数の計器が故障したことが事故原因であると結論付けられた。またこの際、視界の不良も相まってパイロットは空間識失調に陥り、自機の位置を特定するための目印を視認することができなかった。機体がわずかに右にバンクした際にパイロットはこれを修正したが、これによって機体は急激に70度にも達する左バンク状態となり結果的に964便が墜落する原因となった。